# Пустиње пасатних ветрова
Пустиње пасатних ветрова или пустиње суптропских ширина налазе се у два појаса с обе стране екватора. У том подручју дувају пасати који се загреју док се крећу према екватору. Ти суви ветрови распршују облачни покривач допуштајући све већој количини сунчевог светла да загреје земљу. Већина главних светских пустиња лежи управо у подручјима које прелазе пасати. Највећа и најтоплија (57 °C) пустиња на свету, Сахара у северној Африци, типична је пустиња пасатних ветрова.